# 제일약품
제일약품은 대한민국의 완제 의약품 제조업체이다.

## 역사
- 1959년 3월 7일 제일약품산업으로 설립한 뒤
- 1971년 일본의 야마노우찌,모치다,다이치 3사 제약사 기술제휴
- 1976년 7월 지금의 명칭으로 변경하였다.
- 1976년 8월 성인병예방 치료제 포리감마론 시판
- 1980년 제일약품 중앙개발연구소 설립
- 1982년 외국계 합작 회사인 제일오츠카제약(주)(현 한국오츠카제약)
- 1983년 재단법인 제일장학재단을 설립하였고
- 1983년 위궤양치료제 노엘에스 시판
- 1983년 일본 규슈약품공업이 기술제휴를 한 붙이는 소염진통제 제일파프 시판
- 1986년 용인에 KGMP(한국우수의약품 제조관리기준) 공장을 준공하였다.
- 1986년 제일제당(지금은 HK이노엔)이 개발을 한 B형 간염백신 헤팍신B 판매계약제휴
- 1988년 1월 증권거래소에 주식을 상장하였고
- 1990년 합자회사 한국제일제약(주) 설립
- 1991년 합자회사 제일기린약품(주) 설립
- 1994년 한국야마노우찌제약(주)을 설립하였다.
- 1995년 제일약품 부설연구소를 설립하였고
- 1996년 제일메디텍(주)을 계열사로 설립하였다.
- 1996년 경피 관절염 치료제 케펜텍을 제품화하였고
- 2000년 8월 알츠하이머 치매치료용 경피흡수제 국내 특허를 취득하였다.
- 2001년 3월 인터넷 및 전자상거래 사업을 사업목적에 추가하였으며
- 2002년 3월 통신판매 및 방문판매업 등을 사업목적에 추가하고 5월에 일본 타이호(Taiho) 약품과 경구용 항암제인 TS-1 국내 독점 판매 계약을 체결하였다.
- 2004년 국민훈장 동백장을 수상하였다.
- 2005년에는 '1000만 달러 수출의 탑'을 수상하였다.
- 2016년 11월 1일 일반의약품 사업부문 물적 분할하여 제일헬스사이언스로 설립하였다.
- 2017년 6월 1일 전문의약품 사업부문을 제일약품으로 분할하고 남은 지주회사는 제일파마홀딩스로 새롭게 출발하였다.
- 2018년 8월 1일 전문의약품 개량신약 텔미듀오 플러스 발매로, 개발능력을 입증하였다.
- 2021년 5월 1일 전문의약품 리피토 플러스 정 발매

## 제품소개

### 전문의약품
- 리피토 플러스 정: Lipitor/Ezetimibe 조합의 이상질혈증 치료 목적의 복합제로, 단일제 대비 약효가 좋아 최근 가장 유행하는 조합(Statin/Ezetimibe)의 치료제이다. 서로 다른 약리 기전으로 상호보완적 시너지 효과가 있는 것으로 알려져있다.
- 리리카캡슐
- 스타브론정
- 플루원캡슐
- 리피토 정: 이상지질혈증 치료 목적의 단일제로, 스타틴계열용제 Atorvastatin 성분의 최초 등재 하여 오리지널 제품이라고 불린다.
- 텔미칸 정
- 텔미칸 플러스 정
- 텔미듀오 정:
- 텔미듀오 플러스 정
- 란스톤 캡슐
- 덱실란트 캡슐

## 자회사
- 제일파마홀딩스 : 제일약품 그룹의 지주 기업
- 제일헬스사이언스 : 일반의약품 제조 기업
- 제일앤파트너스 : 의약품 유통 전문 기업
- 온코닉테라퓨틱스: 신약 개발 기업